# Не-читальник (оповідання)
«Не-читальник» — перше оповідання Леся Мартовича. Уперше опубліковано у Чернівцях 1889 року від криптонімом Л. М.

## Історія появи та друку
«Під цю пору, десь 1889 р., Мартович написав свою першу новельку „Рудаль“, себто Рудольф (син австрійського цісаря Франца-Йосифа I — прим. Ред.), про якого наші селяни тоді багато говорили, що він не вмер, а ходить поміж народ „практикувати.“ На вакації того року приїхав до о. Кир. Гаморака до Стецеви в Снятинщині пок. Михайло Павлик. Ми його, очевидно, зараз найшли, і Мартович перечитав йому свою новельку.
Поводження було велике. Павлик дуже похвалив новелю і казав її надрукувати: Новелю охристив Павлик на „Нечитальника“ (зробив це він, здається, з цензурних причин, а в оповіданні слово „Рудаль“ замінено скрізь словом „старший“ прим. Ред.), а що я давав гроші на друк, дописав іще: видали деякі русівські читальники. Гроші я видурив від своєї небіжки мами, і ми поїхали до Черновець до друкарні п. Чопа і там дали скрипти. Кілька місяців пізніше ми мали в руках тонісеньку, блідо-блакитненьку книжечку „Не-читальник“ і розпродували, а що виторговували, то проїдали, бо тоді трафилася нам дуже скупа господиня».
Треба думати, що, устійнюючи дату написання «Не-читальника» на 1889 р., Стефаник помилився, це підтверджує теж у спомині про Мартовича В'ячеслав Будзиновський.** За цим спомином Павлик привіз Мартовичеве оповідання із собою до Львова, щоб надрукувати його в літературно-науковому журналі "Товариш, " що саме тоді готувався до друку. Нарада редакційної колегії над матеріалами до журналу відбулася в червні 1888 р. у Львові. За почином І. Франка колегія рішила не друкувати, "Не-читальника, " і це мало фатальний вплив на дальший творчий розвиток Мартовича. Стільки Будзиновський. Появилося лише єдине число «Товариша» з датою 10 липня 1888 р., тим то треба здогадуватися, що «Не-читальник» був написаний найпізніше в першій половині 1888 р., коли Мартович вчився в коломийській гімназії.
Оповідання друкувалося вперше окремою книжечкою п. н. "Не-читальник, " Чернівці, 1889, стор. 12, під криптонімом Л. М. Передруковуємо із збірки "Не-читальник, « Львів, 1900, накладом Українсько-руської Видавничої Спілки, стор. 9—11. В цій збірці, залишаючи без змін давніші тексти, якщо вони були, письменник підновив трохи мову, напр.: ,,сесе» змінив на "се, " "тото на "то, "" «вірив'єм» на "вірив я, " «єго, него» на «його, нього» і т. ін. Тому тексти оповідань цієї збірки треба вважати за останню авторську редакцію. Те саме торкається і другої основної збірки п. н. "Хитрий Панько і інші оповідання, " Львів, 1903; Накладом Українсько-руської Видавничої Спілки.

## Сюжет
Характерний монолог-розмірковування простого галицького селянина, автор його нарік «Не-читальником» — бо це зібраний образ тогочасного українського селянства (за Мартовичем). Розповідь розгортається від імені героя із запамороченою горілкою психікою. Весь твір — це монолог мужика, який розповідає про все, що спаде на п'яну голову. Сидячи в сільській корчмі за кілішком оковитої: той собі розмірковує про події в світі, про вибори війта та політику в його селі, про своє нужденне життя. А насамкінець він доходить висновку: «Гий, Абрамку! тай мене на віта покладе: а тогди, вважаєте, читарня гет ід чортовій матери — ге-ет! Бо тоти читарники беруться верховодити над нами та новий лад заводити! Так, як би він один із другим не такий як і я! Ніби то в него три пяди межи очима ? О, ні! Наші вітці, правітці того не знали та якось жили! О ! як я стану вітом, то доберемося всі та і як я тай гет скасуємо читарню, а сиромудрим читарникам na tych miastach фін ун цванцик тай гибай!…»

## Особливості
У своєму першому творі Мартович створив класичний образ затурканого, соціально й національно несвідомого селянина-нечитальника, якого треба було навертати на шлях активної громадської й суспільної діяльності, боротьби за свої права. Мартовичів нечитальник — типовий образ з середовища знедоленої, приниженої, темної частини селянства, яка застарілих поглядів і уявлень трималася за відживаючі традиції.
Засобом комічної деформації слова (вживання в устах нечитальника слів «казета» замість «газета», «кандибат» замість «кандидат» і т. д.), нагромадження означень, алогізмів, сатирично забарвленої лексики автор розвінчує невігластво персонажа. Комізм досягається переміщенням дійсності до неймовірного за допомогою мовностилістичного засобу перекручення назв. Впадає в око надмірне захоплення письменника безжурним сміхом над темним «нечитальником» — селянином, що помітно затушковує навіть ті незначні проблеми тяжкої дійсності селянського життя, які прохоплюються в безладній балаканині п'яного. Вже у цьому творі покутянина відчутна різниця в «прийомах» відтворення середовища та соціальної насиченості його гумору. Характерною рисою гумору Л.Мартовича є певна прихованість суб'єктивної сторони. Він не бере слова для того, щоб в авторській репліці дати оцінку подій, виявити їх загальне значення, показати своє світовідчуття.
Незв'язною мовою, перенасиченою словами-паразитами, письменник показав вміння вести розповідь в гумористичному плані, характеризувати героя за допомогою його мови, виявив добрі знання розмовно-народної лексики, покутської говірки, її морфологічних та фонетичних особливостей. В оповіданні автор, скориставшись своєрідним художнім засобом, відобразив деякі істотні риси в житті тогочасного покутського селянства, що шукало нових шляхів до поліпшення своєї тяжкої долі. У 70-80-х роках у галицькому селі народжувався читально-просвітній рух, що ставив за мету поліпшення життєвих умов селянства за допомогою освіти.

## Дійові особи
- Не-читальник — простий українець, галицький селянин.

## Публікації
- в книжечці «Не-читальник» — Чернівці, 1889;
- в однойменній збірці «Не-читальник» — Львів, 1900;
- у збірці «Не-читальник» — Едмонтон, 1918;
- в зібранні творів «Лесь Мартович. Твори (в 3-х томах)» — Краків, 1943;

За радянського часу оповідання не друкувалося, підпадаючи під цензуру. Очевидно, що глибока сатира на неписьменного селянина та згадування Російської імперії в особі «москаля» — стали визначальними в забороні цього твору.
Уже за часів Незалежності, лише деякі видання почали публікувати це оповідання. Але воно й далі, за чиновницькою інерцією чи етнічними фобіями, не є присутнім ні в шкільній програмі (де вивчають майже всі твори Мартовича), ні публічному середовищі.
Наразі, цей твір можна знайти радше на сторінках інтернет книгарень, аніж в підручниках чи збірках.